# Eusébio
Eusébio, właśc. Eusébio da Silva Ferreira (ur. 25 stycznia 1942 w Lourenço Marques, zm. 5 stycznia 2014 w Lizbonie) – portugalski piłkarz, który występował na pozycji środkowego napastnika, nazywany „Czarną Panterą” lub „Czarną Perłą z Mozambiku”. Przez wielu uważany za jednego z najlepszych piłkarzy w historii piłki nożnej.
Legenda Benfiki i portugalskiej piłki. Przed stadionem Estádio da Luz stoi jego pomnik, a on sam należał do sztabu szkoleniowego lizbońskiego klubu. W czasie kariery w meczach oficjalnych strzelił 692 udokumentowane bramki.
W latach 1961–1973 reprezentant Portugalii. Brązowy medalista i król strzelców z 9 golami Mistrzostw Świata 1966. Zdobywca Złotej Piłki w plebiscycie „France Football” w 1965, a także laureat 2. miejsca w 1962 i 1966.

## Kariera klubowa
Karierę rozpoczynał w mozambijskim klubie SC de Lourenço Marques, z którym w sezonie 1960 zdobył mistrzostwo Mozambiku. Do Europy przybył w 1961, zasilając szeregi lizbońskiej Benfiki. Z klubem tym zdobył 10 tytułów mistrza kraju oraz 5 pucharów Portugalii. W latach 1964–1968, 1970 i 1973 zdobywał tytuł króla strzelców portugalskiej ligi, a w 1968 i 1973 także Złoty But dla najlepszego ligowego strzelca Europy. Pod jego wodzą Benfica pięciokrotnie dochodziła do finału Pucharu Europy, dwukrotnie, w 1961 i 1962, go zdobywając. Grał także w klubach z Ameryki Północnej (amerykańskich, kanadyjskiej i meksykańskiej). Karierę klubową zakończył w 1978.

## Kariera reprezentacyjna
W reprezentacji Portugalii w latach 1961–1973 rozegrał 64 spotkania i strzelił 41 bramek. Jego rekord zdobytych goli w reprezentacji pobił dopiero Pedro Pauleta w 2005. Mistrzostwa świata w Anglii były jego jedyną wielką imprezą.

## Sukcesy

### SC de Lourenço Marques
- Mistrzostwo Mozambiku: 1960

### SL Benfica
- Mistrzostwo Portugalii: 1960/1961, 1962/1963, 1963/1964, 1964/1965, 1966/1967, 1967/1968, 1968/1969, 1970/1971, 1971/1972, 1972/1973, 1974/1975
- Puchar Portugalii: 1961/1962, 1963/1964, 1968/1969, 1969/1970, 1971/1972
- Puchar Europy Mistrzów Klubowych: 1961/1962

### Toronto Metros-Croatia
- Mistrzostwo Stanów Zjednoczonych: 1976

### Reprezentacyjne
Mistrzostwa świata
- 3. miejsce: 1966

### Indywidualne
- Król strzelców Primeira Liga: 1963/1964 (28 goli), 1964/1965 (28 goli), 1965/1966 (25 goli), 1966/1967 (31 goli), 1967/1968 (42 gole), 1969/1970 (21 goli), 1972/1973 (40 goli)
- Król strzelców Pucharu Portugalii: 1961/1962 (11 goli), 1963/1964 (14 goli), 1964/1965 (11 goli), 1968/1969 (18 goli), 1971/1972 (8 goli)
- Król strzelców Pucharu Europy Mistrzów Klubowych: 1964/1965 (9 goli), 1965/1966 (7 goli), 1967/1968 (6 goli)
- Król strzelców Mistrzostw świata: 1966 (9 goli)

### Wyróżnienia
- Złota Piłka: 1965
- Europejski Złoty But: 1967/1968, 1972/1973[5]
- Golden Foot: 2003[6]
- Piłkarz roku w Portugalii: 1970, 1973[7]
- Najlepszy portugalski piłkarz 50-lecia UEFA: 2003[8]
- Brązowa piłka Mistrzostw świata: 1966
- Drużyna marzeń Mistrzostw świata: 1966[9]
- Order zasługi FIFA: 1994[10]
- Nagroda Prezydenta UEFA: 2009[11]
- FIFA 100: 2004[12]

## Odznaczenia
- Medal Srebrny Infanta Henryka (1966, Portugalia)[13]
- Krzyż Wielki Orderu Infanta Henryka (1992, Portugalia)[13]
- Krzyż Wielki Orderu Zasługi (2004, Portugalia)[13]